# 德川宗直
德川宗直（日语：／ Tokugawa Munenao，1685年8月27日—1757年8月16日），日本江戶時代大名，伊予西條藩第2代藩主與紀州藩第6代藩主。官位為從二位權大納言。西條藩藩主時代稱松平賴致（日语：／ Matsudaira Yorizumi）。

## 生平
天和二年七月二十（1685年8月27日）德川宗直出生，是西條藩第1代藩主松平賴純的第5子，最初取苗字江田，幼名太郎助，後來改為甚太郎，元服後名為松平賴致。
寶永三年（1706年）兄長松平賴雄被廢嫡，他成為世子，五年後（1711年）繼任藩主，敘從四位下侍從兼玄蕃頭。
正德六年（1716年），宗家紀州藩藩主德川吉宗就任將軍，故以他繼承宗家，改名德川宗直，曾發行藩札以改善藩內財政，但收效不彰。
寶曆七年（1757年）德川宗直逝世，享年74歲。
| 德川宗直        |                               |                 |
| 貴族爵位和頭銜  |                               |                 |
| 前任： 松平賴純 | 西條松平家當主 1711年－1716年 | 繼任： 松平賴渡 |
| 前任： 德川吉宗 | 紀州德川家當主 1716年－1757年 | 繼任： 德川宗將 |
| 官衔            |                               |                 |
| 前任： 松平賴純 | 西條藩藩主 1711年－1716年     | 繼任： 松平賴渡 |
| 前任： 德川吉宗 | 紀州藩藩主 1716年－1757年     | 繼任： 德川宗將 |